# Annette (film)
Annette è un film musical del 2021 diretto da Leos Carax, al suo esordio in un film in lingua inglese.
La pellicola, con protagonisti Adam Driver e Marion Cotillard, è stata selezionata come film d'apertura del Festival di Cannes 2021.

## Trama
Dopo un rapido corteggiamento, il provocatorio stand-up comedian Henry McHenry dichiara pubblicamente il suo fidanzamento con il soprano di fama mondiale Ann Desfranoux. Poco dopo, Ann dà alla luce la loro figlia Annette, ritratta da una marionetta di legno. Il matrimonio diventa difficile quando Henry inizia a prendersi cura di Annette mentre la carriera di Ann fiorisce e la porta in un tour internazionale.
Qualche tempo dopo, Ann sogna sei donne che si fanno avanti con accuse di abusi passati per mano di Henry e incubi su Henry che quasi la uccide. Tornato a casa, la carriera di Henry comincia a precipitare, esacerbata da un crollo sul palco, e lui comincia a risentire del continuo successo di Ann. I due programmano una crociera privata con l'obiettivo di ricucire il loro rapporto. Tuttavia, la crociera finisce in un disastro quando Ann cade in mare durante una notte di tempesta dopo che Henry, ubriaco, la costringe a ballare il valzer con lui. Dopo essersi reso conto che sua moglie è morta, Henry raggiunge un'isola con Annette usando una scialuppa di salvataggio. Lì, entrambi si addormentano, quando improvvisamente il fantasma di Ann appare e dà la sua voce alla neonata Annette come forma di vendetta in modo che possa perseguitare Henry.
Sebbene sia stato scagionato dai sospetti legali per la morte di Ann, Henry si trova in un vicolo cieco finanziario senza il suo reddito. Contatta l'ex accompagnatore di Ann, rivelando la voce di Annette e suggerendo loro di usare il suo dono per uno spettacolo musicale. L'accompagnatore accetta con riluttanza, essendo stato innamorato di Ann, e mentre vanno in tour insieme, Baby Annette diventa un successo mondiale. Henry continua a bere pesantemente e a stare fuori fino a tardi, perseguitato dai ricordi di Ann. Una notte, tornando a casa, Henry sente Annette cantare una versione di We Love Each Other So Much, che era la canzone di Ann e Henry. Affronta l'accompagnatore, che insinua di essere il vero padre di Annette. Per ritorsione, Henry lo affoga nella piscina del cortile, cosa di cui è testimone Annette mentre guarda dalla finestra della sua camera da letto. Henry ha in programma un'ultima performance allo spettacolo di metà partita dell'"Hyperbowl", ma Annette si rifiuta di cantare, dichiarando invece "Papà uccide le persone" allo stadio pieno. Henry viene processato e condannato.
Alcuni anni dopo, Annette visita suo padre in prigione. Annette nega i suoi tentativi di riconciliazione e incolpa persino sua madre di averla usata per vendicarsi. Gli dice che ora non ha "nulla da amare". Dopo che l'Annette viva se ne va, vediamo il pupazzo Annette che giace senza vita sul pavimento.

## Produzione
Nel novembre 2016 viene annunciato il film per la regia di Leos Carax, con protagonisti Adam Driver, Rooney Mara e Rihanna, e le riprese fissate alla primavera del 2017. Nel marzo 2017 Rooney Mara e Rihanna lasciano il progetto; nel maggio seguente Michelle Williams prende il posto della Mara, con le riprese fissate al mese di luglio, ma la produzione entra in fase di stallo per consentire ad Adam Driver di portare a termine il suo lavoro nel franchise di Star Wars e l'inizio delle riprese viene quindi spostato all'estate 2019.

### Riprese
Le riprese del film, iniziate nell'agosto 2019 e terminate alla fine dello stesso anno, si sono svolte tra Los Angeles, la regione di Bruxelles-Capitale, Bruges e in Germania, nelle città di Münster, Colonia e Bonn.

## Promozione
Il primo trailer del film è stato diffuso il 19 aprile 2021.

## Distribuzione
Il film è stato presentato come film d'apertura alla 74ª edizione del Festival di Cannes, e in contemporanea distribuito nelle sale cinematografiche francesi da UGC, a partire dal 6 luglio 2021. In Italia l'anteprima, con la presenza del regista, è avvenuta il 23 settembre 2021 al BiFest di Bari mentre nelle sale cinematografiche è stato distribuito dal 18 novembre 2021 da I Wonder Pictures, in collaborazione con Koch Media e Wise Pictures.

## Accoglienza

### Critica
Sull'aggregatore Rotten Tomatoes il film riceve il 71% delle recensioni professionali positive con un voto medio di 6,7 su 10 basato su 245 critiche, mentre su Metacritic ottiene un punteggio di 67 su 100 basato su 51 critiche.
La rivista Cahiers du cinéma posiziona il film al secondo posto dei migliori del 2021.

## Riconoscimenti
- 2022 - Golden Globe[18]
  - Candidatura per la migliore attrice in un film commedia o musicale a Marion Cotillard
- 2021 - Festival di Cannes
  - Prix de la mise en scène a Leos Carax
  - Disque d'Or a Ron e Russell Mael
  - In concorso per la Palma d'oro
- 2022 - London Critics Circle Film Awards[19]
  - Candidatura per il miglior attore dell'anno ad Adam Driver
- 2022 - Premio César[20][21]
  - Miglior regista a Leos Carax
  - Migliore musica da film a Ron Mael e Russell Mael
  - Miglior sonoro a Erwan Kerzanet, Katia Boutin, Maxence Dussère, Paul Heymans e Thomas Gauder
  - Miglior montaggio a Nelly Quettier
  - Migliori effetti visivi a Guillaume Pondard
  - Candidatura per il miglior film
  - Candidatura per il miglior attore a Adam Driver
  - Candidatura per la migliore sceneggiatura originale a Leos Carax, Ron Mael e Russell Mael
  - Candidatura per la migliore fotografia a Caroline Champetier
  - Candidatura per i migliori costumi a Pascaline Chavanne
  - Candidatura per la migliore scenografia a Florian Sanson
- 2022 - Premio Lumière
  - Miglior regista a Leos Carax
  - Candidatura per il miglior film